# 阿伊恰·阿伊卡奇
阿伊恰·阿伊卡奇（英語：Ayça Aykaç，1996年2月27日—），土耳其女子排球運動員，司職自由人。現時效力於土超豪門球隊瓦基弗銀行女排俱樂部。
在2019年開始成為土耳其國家女子排球隊一員。由於三大主力自由人之中的哈蒂傑·厄爾格及艾琳·薩里奧盧並沒有參與2020東京奧運歐洲區資格賽前的集訓，阿伊卡奇便有幸首次入選土耳其國家女子排球隊名單，代表土耳其出戰2020東京奧運歐洲區資格賽並成功獲得參賽之格。

## 獎項

### 俱樂部
- 2016年世界女排俱樂部錦標賽： - 銅牌（瓦基弗銀行女排俱樂部）
- 2016年土耳其冠軍杯： - 銀牌（瓦基弗銀行女排俱樂部）
- 2016–17赛季土耳其女排超級聯賽： - 銅牌（瓦基弗銀行女排俱樂部）
- 2016–17赛季歐洲女排聯賽冠軍盃： - 金牌（瓦基弗銀行女排俱樂部）
- 2017年世界女排俱樂部錦標賽： - 金牌（瓦基弗銀行女排俱樂部）
- 2017年土耳其冠軍杯： - 金牌（瓦基弗銀行女排俱樂部）
- 2017年土耳其杯： - 金牌（瓦基弗銀行女排俱樂部）
- 2017–18赛季土耳其女排超級聯賽： - 金牌（瓦基弗銀行女排俱樂部）
- 2017–18赛季歐洲女排聯賽冠軍盃： - 金牌（瓦基弗銀行女排俱樂部）
- 2017年土耳其冠軍杯： - 銀牌（瓦基弗銀行女排俱樂部）
- 2018年世界女排俱樂部錦標賽： - 金牌（瓦基弗銀行女排俱樂部）
- 2018-19赛季土耳其女排超級聯賽： - 金牌（瓦基弗銀行女排俱樂部）